# La Bazoge (Sarthe)
La Bazoge és un municipi francès situat al departament del Sarthe i a la regió de País del Loira. L'any 2007 tenia 3.570 habitants.

## Demografia

### Població
El 2007 la població de fet de La Bazoge era de 3.570 persones. Hi havia 1.324 famílies de les quals 224 eren unipersonals (76 homes vivint sols i 148 dones vivint soles), 464 parelles sense fills, 556 parelles amb fills i 80 famílies monoparentals amb fills.
La població ha evolucionat segons el següent gràfic:
Habitants censats

### Habitatges
El 2007 hi havia 1.449 habitatges, 1.339 eren l'habitatge principal de la família, 49 eren segones residències i 61 estaven desocupats. 1.399 eren cases i 26 eren apartaments. Dels 1.339 habitatges principals, 1.075 estaven ocupats pels seus propietaris, 259 estaven llogats i ocupats pels llogaters i 5 estaven cedits a títol gratuït; 23 tenien una cambra, 52 en tenien dues, 132 en tenien tres, 344 en tenien quatre i 788 en tenien cinc o més. 1.069 habitatges disposaven pel capbaix d'una plaça de pàrquing. A 470 habitatges hi havia un automòbil i a 774 n'hi havia dos o més.

### Piràmide de població
La piràmide de població per edats i sexe el 2009 era:
| Homes | Edats   | Dones |
| ----- | ------- | ----- |
| 0     | 95 o +  | 0     |
| 4     | 90 a 94 | 0     |
| 12    | 85 a 89 | 20    |
| 24    | 80 a 84 | 32    |
| 20    | 75 a 79 | 32    |
| 32    | 70 a 74 | 48    |
| 56    | 65 a 69 | 56    |
| 92    | 60 a 64 | 72    |
| 60    | 55 a 59 | 72    |
| 92    | 50 a 54 | 88    |
| 128   | 45 a 49 | 132   |
| 104   | 40 a 44 | 96    |
| 116   | 35 a 39 | 136   |
| 108   | 30 a 34 | 92    |
| 132   | 25 a 29 | 68    |
| 80    | 20 a 24 | 48    |
| 156   | 15 a 19 | 108   |
| 108   | 10 a 14 | 88    |
| 112   | 5 a 9   | 92    |
| 64    | 0 a 4   | 96    |

## Economia
El 2007 la població en edat de treballar era de 2.300 persones, 1.759 eren actives i 541 eren inactives. De les 1.759 persones actives 1.662 estaven ocupades (887 homes i 775 dones) i 97 estaven aturades (38 homes i 59 dones). De les 541 persones inactives 226 estaven jubilades, 180 estaven estudiant i 135 estaven classificades com a «altres inactius».

### Ingressos
El 2009 a La Bazoge hi havia 1.360 unitats fiscals que integraven 3.691 persones, la mediana anual d'ingressos fiscals per persona era de 19.323 €.

### Activitats econòmiques
Dels 99 establiments que hi havia el 2007, 1 era d'una empresa extractiva, 2 d'empreses alimentàries, 1 d'una empresa de fabricació de material elèctric, 10 d'empreses de fabricació d'altres productes industrials, 18 d'empreses de construcció, 18 d'empreses de comerç i reparació d'automòbils, 8 d'empreses de transport, 5 d'empreses d'hostatgeria i restauració, 4 d'empreses d'informació i comunicació, 3 d'empreses financeres, 4 d'empreses immobiliàries, 8 d'empreses de serveis, 12 d'entitats de l'administració pública i 5 d'empreses classificades com a «altres activitats de serveis».
Dels 32 establiments de servei als particulars que hi havia el 2009, 1 era una oficina de correu, 2 oficines bancàries, 3 tallers de reparació d'automòbils i de material agrícola, 1 autoescola, 3 guixaires pintors, 2 fusteries, 4 lampisteries, 3 electricistes, 3 empreses de construcció, 3 perruqueries, 4 restaurants, 2 agències immobiliàries i 1 saló de bellesa.
Dels 7 establiments comercials que hi havia el 2009, 2 eren botiges de menys de 120 m², 2 fleques, 1 una carnisseria, 1 una llibreria i 1 una floristeria.
L'any 2000 a La Bazoge hi havia 25 explotacions agrícoles que ocupaven un total de 1.232 hectàrees.

## Equipaments sanitaris i escolars
El 2009 hi havia 1 farmàcia i 1 ambulància.
El 2009 hi havia 1 escola maternal i 1 escola elemental.

## Poblacions més properes
El següent diagrama mostra les poblacions més properes.